# Jean Réveillaud
Jean-François-Michel Réveillaud (9 mars 1876 - 22 octobre 1966, Saint-Jean-d'Angély), est un homme politique français.

## Biographie
Fils d'Eugène Réveillaud, il suit ses études au lycée de Versailles, puis à la faculté de lettres et de droit de Paris, où il obtient une licence de philosophie et un doctorat de sciences juridiques. En 1900, Réveillaud est élu président de l'association générale des étudiants de Paris.
Il s'inscrit au barreau de Paris, puis devient chef adjoint du cabinet d'Émile Combes. Il est chargé de représenter le président du Conseil en province, puis, est nommé en 1904 commissaire du gouvernement au conseil de préfecture de la Seine.
Membre en 1920 de la première délégation française à la Société des Nations, il est rapporteur puis président jusqu'en 1939 de la commission chargée de la préparation du budget de la SDN. 
Il préside la conférence internationale des réfugiés se tenant à Genève en 1926, et, en 1927, il est nommé président de l'office départemental des mutilés et pupilles de la nation.
À la Libération, il est élu président de la délégation municipale pour l'administration de Saint-Jean-d'Angély. Il est élu maire de 1944 à fin 1945, puis de fin 1947 à 1959 à la suite d'Henriette Favier (première femme maire).
Il est élu au Conseil de la République par le département de la Charente-Maritime en 1948 et y siège jusqu'en 1955.
Il est président par intérim du conseil de préfecture de la Seine en 1916.